# Todireni (okręg Neamț)
Todireni – wieś w Rumunii, w okręgu Neamț, w gminie Stănița. W 2011 roku liczyła 352 mieszkańców.